# Corystidae
Corystidae là một họ cua, thuộc liên họ Corystoidea. Họ này bao gồm những gì từng được cho là hóa thạch Eubrachyura lâu đời nhất, Hebertides jurassica, được cho là có niên đại từ kỷ Tầng Bathon (Trung kỷ Jura); loài này sau đó được giải thích lại là thuộc đại Tân sinh.

## Các chi
Họ Corystidae được ghi nhận là có 10 loài còn tồn tại và 5 loài đã tuyệt chủng trong 8 chi: 
- Corystes Bosc, 1802
- Corystites Lőrenthey, ở Lőrenthey & Beurlen, 1929
- Gomeza Gray, 1831
- Gomezinus † Collins, Lee & Noad, 2003
- Harenacorystes † Van Bakel, Jagt, Artal & Fraaije, 2009
- Hebertides † Guinot, De Angeli & Garassino, 2007
- Jonas Hombron & Jacquinot, 1846
- Micromithrax † Noetling, 1881